# Tesařík krovový
Tesařík krovový (Hylotrupes bajulus) je druh tesaříka, který se často objevuje v krovech nových domů, protože na jejich konstrukci může být použito dřevo s nakladenými vajíčky brouka. Brouk pochází z Evropy, avšak v poslední době je rozšířen v mnoha částech světa (Středozemí, jižní Afrika, Asie, USA a Kanada). V současnosti byl objeven v Perthu v Austrálii.
Tesařík krovový dává přednost suchému měkkému dřevu. Ve dřevě stromů žijí pouze larvy, které se tam vyvíjejí z nakladených vajíček. Vývoj od vajíčka po dospělého jedince trvá dva až tři roky, podle vlhkosti dřeva. Larvy dospívajícího brouka se zakuklí na jaře a dospělý brouk vylézá otvory o průměru 6–10 mm, které si ve dřevu vyhlodá. Dospělí brouci jsou nejaktivnější v létě.